# Stylopauropus pubescens
Stylopauropus pubescens är en mångfotingart som beskrevs av Hansen 1902. Stylopauropus pubescens ingår i släktet skaftfåfotingar, och familjen fåfotingar. Inga underarter finns listade i Catalogue of Life.